# Christoph Steiner (Politiker)
Christoph Steiner (* 6. Dezember 1988 in Schwaz in Tirol) ist ein österreichischer Politiker der Freiheitlichen Partei Österreichs (FPÖ). Von März 2018 bis Oktober 2024 war er vom Tiroler Landtag entsandtes Mitglied des Bundesrates, vom 25. Oktober 2022 bis zum 5. Februar 2023 war er außerdem Abgeordneter zum Landtag von Tirol. Seit dem 24. Oktober 2024 ist er Nationalratsabgeordneter.

## Leben

### Ausbildung und Beruf
Christoph Steiner besuchte nach der Volks- und Hauptschule in Zell am Ziller die dortige Polytechnische Schule. Anschließend absolvierte er von 2005 bis 2007 eine Lehre zum Koch und danach 2008 den Zivildienst. Von 2009 bis 2011 besuchte er die Dr. Vodder Akademie in Walchsee, wo er eine Ausbildung zum Masseur machte. Seit 2011 ist er als selbständiger medizinischer Masseur, Heilmasseur und Therapeut für alternative Heilmethoden tätig.

### Politik
Seit 2009 ist er in der FPÖ aktiv, zunächst bis 2015 als Ortsparteiobmann der FPÖ Zell am Ziller, wo er seit 2012 Mitglied des Gemeinderates und seit 2016 Mitglied des Gemeindevorstandes ist. Seit 2011 ist er außerdem FPÖ-Obmann der Talgruppe Zillertal. Von 2010 bis 2013 fungierte er als Landesobmann-Stellvertreter des Ringes Freiheitlicher Jugend (RFJ) Tirol. Der Bezirksparteileitung der FPÖ im Bezirk Schwaz gehört er seit 2011 an, deren FPÖ-Bezirksparteiobmann-Stellvertreter er von 2015 bis 2017 war und FPÖ-Bezirksparteiobmann er seit 2017 ist. Seit 2013 gehört er auch dem Landesparteivorstand der FPÖ Tirol an, seit 2015 ist er Landesparteiobmann-Stellvertreter. In der Wirtschaftskammer Tirol ist er seit 2016 Mitglied der Landesinnung der Tiroler Masseure.
Nach der Landtagswahl in Tirol 2018 ist er seit 28. März 2018 vom Tiroler Landtag entsandtes Mitglied des Bundesrates, wo er dem Ausschuss für Land-, Forst- und Wasserwirtschaft angehört. Im Dezember 2020 wurde er zum FPÖ-Fraktionsobmann im Bundesrat gewählt. Bei der Landtagswahl 2022 kandidiert er hinter Markus Abwerzger und Patrick Haslwanter auf dem dritten Listenplatz der Landesliste. Im Februar 2023 legte er sein Landtagsmandat zurück, dieses ging an Daniel Marschik.
Bei der Nationalratswahl 2024 vereinigte er auf Landes-, Bundes- und Regionalwahlkreisliste mehr als 29.000 Vorzugsstimmen auf sich, im Regionalwahlkreis Innsbruck-Land erreichte er ein Grundmandat. In der konstituierenden Sitzung der XXVIII. Gesetzgebungsperiode wurde er als Abgeordneter zum Nationalrat angelobt. Im Bundesrat folgte ihm Irene Partl nach. Im Februar 2025 wurde er zum Vorsitzenden des Tourismusausschusses des Nationalrats gewählt. Im März 2025 wurde er einstimmig als Bezirksparteiobmann der FPÖ Schwaz bestätigt.

### Kontroversen
Österreichweite Aufmerksamkeit erregte Steiner im Dezember 2023, als er im Bundesrat von einem "Volksaustausch" in Österreich gesprochen hatte. Im Mai 2025 stieß sein Verhalten abermals wieder auf Kritik, als er mit dem Vorwurf "Ihr seid schuld an Massenvergewaltigungen" gegenüber andere Nationalratsabgeordnete, für Aufsehen sorgte. In beiden Fällen wurde Steiner vom jeweiligen Vorsitzenden mit einem Ordnungsruf verwarnt.